# Notae ecclesiae
notae ecclesiae (lateinisch für „Kennzeichen der Kirche“) ist ein Begriff der christlichen Ekklesiologie, der im 16. Jahrhundert aufkam. In den vorreformatorischen Kirchen bezeichnet er in der Regel die vier Wesensmerkmale der universalen Kirche, Einheit, Heiligkeit, Katholizität und Apostolizität, die als wesentliche Charaktereigenschaften  der Kirche erstmals 381 auf dem ersten Konzil von Konstantinopel im Glaubensbekenntnis von Nicäa und Konstantinopel festgeschrieben wurden. Im Gegensatz dazu definierten die Kirchen der Reformation Wort und Sakrament als Erkennungszeichen. Die neuere ökumenische Diskussion arbeitet daran, den Gegensatz zu überwinden.

## Die Wesensmerkmale in der Sicht der vorreformatorischen Kirchen

### Allgemeines
Bereits in der Zeit der Alten Kirche bildeten sich die grundlegenden Wesensattribute der Kirche heraus. Schon im Altrömischen Glaubensbekenntnis (ca. 135) ist die Heiligkeit als Attribut der Kirche genannt, im Bekenntnis von Nicäa (325) kommen Katholizität und Apostolizität hinzu. In der 381 erweiterten Form, dem Nicäno-Konstantinopolitanum, treten erstmals die vier Attribute gemeinsam auf:

„Wir glauben […] die eine, heilige, katholische und apostolische Kirche“

Im griechischen Text des Bekenntnisses steht das Verb πιστεύομεν pisteúomen im Plural („wir glauben“), in der lateinischen Fassung dagegen im Singular credo („ich glaube“). Im christlichen Gottesdienst kommt, wenn das nicäno-konstantinopolitanische Glaubensbekenntnis gesprochen wird, in der Regel die Plural-Fassung zur Geltung: „Wir glauben an den einen Gott …“ (Gotteslob Nr. 586,2, Evangelisches Gottesdienstbuch, 2. Aufl. 2001, S. 105). Im deutschen Sprachraum ist allerdings das Apostolische Glaubensbekenntnis geläufiger, in dem die Singular-Form verwendet wird und nur Heiligkeit und Katholizität als Attribute genannt werden.
Eine besondere Bedeutung kam den Wesensmerkmalen in den Auseinandersetzungen der Reformation und Gegenreformation zu, in der sie als Grundlage dienten, den reformatorischen Kirchen das Kirchesein abzusprechen.

### Einheit
Die römisch-katholische Kirche, bestehend aus der lateinischen Kirche sowie den katholischen Ostkirchen, beansprucht für sich, die eine, heilige, apostolische und katholische Kirche in voller Wirklichkeit zu sein. Dasselbe beanspruchen die 16 autokephalen orthodoxen Kirchen. Dahinter steht das Verständnis, dass das Nicänum eine sakramentale und daher amtlich-institutionelle Einheit be- und vorschreibe, wobei dies jede der beiden Gruppen seit dem Schisma von 1054 auf sich bezieht. Alle mit dem Papst in voller Gemeinschaft stehenden Kirchen sehen ihn als Träger des Einheitsdienstes, den Jesus dem Petrus übertrug (Mt 16,18 ).
Die evangelischen Kirchen betonen ebenfalls, dass die Einheit der Kirche durch ihren Ursprung vorgegeben ist; die einzelnen Kirchen haben „von dieser Gabe Gottes als dem Grund lebendiger Gemeinschaft zwischen den Kirchen in der Verschiedenheit ihrer geschichtlichen Gestalten sichtbar Zeugnis zu geben.“
Ökumenische Bestrebungen zielen auf eine größere Einheit der Vielzahl christlicher Konfessionen nach Eph 4,3–6  und Joh 17,21 . Die schwierigste Frage ist dabei das Einheitskonzept selbst, das für die Kirchen der katholischen Tradition nicht von der sakramentalen, eucharistischen Einheit und damit von der Frage der Vollmacht und Gültigkeit zu trennen ist. Die Formel „sichtbare Einheit (visible unity)“, die im Ökumenischen Rat der Kirchen gebräuchlich ist, stammt aus der anglikanischen Tradition. Sie ist für lutherische Kirchen akzeptabel, da ihre eigene Bekenntnistradition sehr zurückhaltend war, festzustellen, welche strukturellen Faktoren vorhanden sein müssen, damit die Grundvollzüge von Kirche (Verkündigung des Evangeliums, Feier der Sakramente) erfüllt werden können. Das ermöglicht es den lutherischen Kirchen, „in sehr unterschiedlichen Kirchen genuine Realisierungen der einen Kirche Jesu Christi zu erkennen und anzuerkennen“; das Luthertum realisiert sich auch selbst in vielfältigen Kirchenstrukturen.

### Heiligkeit
Das Merkmal der Heiligkeit ist zwischen den Konfessionen relativ unumstritten. Es besagt, dass die Kirche durch das in ihr und durch sie verkündete Evangelium und durch die Gegenwart Christi in ihr auf einzigartige Weise Gottes Eigentum und sein Zeichen in der Welt ist.

### Katholizität/Universalität
Etymologisch leitet sich das Wort katholisch vom griechischen Adjektiv καθολικός katholikós, ‚das Ganze betreffend, allgemein‘, bzw. dem Adverb καθόλου kathólou, ‚im Allgemeinen, gänzlich‘, ab. Die beste Umschreibung lautet daher „Ganzheit“ oder „Fülle“ und in Erweiterung „universell“.
Die Kirche insgesamt gilt als allgemein, da von Gott gewollt, wenn einig und eins für alle Zeit. Abstrakt gilt die Kirche als katholisch, wenn sie innerlich mit Christus eins ist und dadurch zur Heilsinstanz wird.
Ignatius von Antiochia grenzte mit seiner Wendung „die katholische Kirche“ diese von anderen Gruppen ab, die in Lehre und Leben von den Bischöfen der römischen Kirche abwichen. Folgerichtig bezeichnet die römisch-katholische Kirche alle abgespaltenen oder häretischen Gemeinschaften als nicht-katholisch. Die anglikanischen Kirchen sehen sich selbst als Teil der katholischen Kommunion, auch wenn sie nicht der Jurisdiktion Roms unterstehen. Die evangelischen Kirchen verstehen katholisch im Sinne einer abstrakten, allgemeinen und universellen Kirche. Im apostolischen Glaubensbekenntnis bekennen evangelisch-reformierte Christen beispielsweise: „… die heilige, allgemeine christliche Kirche“.

### Apostolizität
Apostolizität bedeutet die Übereinstimmung der Kirche mit ihrem apostolischen Ursprung in der Urkirche. Die Apostel bildeten in der Frühzeit das Fundament der Kirche und ihrer Botschaft und gelten als Garanten für die Überlieferung des Glaubens der Kirche. Tertullian beschreibt ihre Taten um 200 folgendermaßen:

„[Sie gingen] über den Erdkreis aus und verkündeten [den Glauben an Jesus Christus] auch den Heiden. Und so gründeten sie in jeder Stadt Gemeinden, von denen die späteren Gemeinden nachher einen Ableger des Glaubens und die Samenkörner der Lehre entliehen und noch jeden Tag entleihen, um Gemeinden zu werden. Eben dadurch dürfen auch sie selbst wie apostolische angesehen werden, weil sie die Abkömmlinge apostolischer Gemeinden sind […] So gibt es denn der Kirchen viele und zahlreiche, und doch sind sie nur eine, jene apostolische, ursprüngliche, aus der sie alle stammen.“

Der Apostolizität kam in den Auseinandersetzungen mit der Gnosis besondere Bedeutung zu, in der die kirchlichen Theologen die Überlieferung der wahren Lehre durch die Apostel und deren Nachfolger garantiert sahen. Die gnostischen Lehren konnten so wirksam als nachträgliche, außerchristliche Einflüsse abgewehrt werden.
Die vorreformatorischen sowie einige anglikanische Kirchen betrachten als Zeichen der Apostolizität nicht nur die inhaltliche Übereinstimmung mit der Lehre der Apostel am Ursprung der Kirche, sondern auch die personelle Weitergabe der kirchlichen Leitungsgewalt durch die apostolische Sukzession. Kirche im Vollsinn kann nach diesem Verständnis nur durch die Kontinuität bestehen, dass eine ununterbrochene Linie von Bischöfen bis auf die Apostel zurückführbar ist. Wenn dieses Zeichen der Apostolizität fehlt, handelt es sich nach römisch-katholischer Lehre um eine „kirchliche Gemeinschaft“, in der zwar viele Merkmale einer Kirche erfüllt sind, aber nicht in der vollen Bedeutung.
Die meisten evangelischen Kirchen sehen als Kern der Apostolizität „die stete Rückkehr zum apostolischen Zeugnis“, also eine successio fidelium (Sukzession der Gläubigen). Eine andere Interpretation zielt auf die charismatische Gabe des Aposteldienstes ab. Diesen Dienst bzw. dieses Amt gibt es in zahlreichen christlichen Gruppen der Pfingstbewegung und der Kirchen, die aus den katholisch-apostolischen Gemeinden entstanden sind. Manche dieser Gruppen sprechen von Kirche im Vollsinn nur, wenn auch apostolischer Dienst vorhanden ist.

## Die Kennzeichen der Kirche in der reformatorischen Tradition
Die reformatorische Theologie ließ die klassischen Wesensmerkmale gelten, definierte aber eigene Kennzeichen, an der sich erweisen sollte, wo die wahre Kirche zu finden sei. Martin Luther nannte 1520 in seiner Schrift Von dem Papstthum zu Rom als die „zeichenn, da bey man euszerlich mercken kann, wo die selb kirch in der welt ist, sein die tauff, sacrament und das Evangelium“. Ihren klassischen Ausdruck fand diese Festlegung in Artikel VII der Confessio Augustana, wonach die Kirche die „Versammlung der Heiligen [ist], in der das Evangelium rein gelehrt wird und die Sakramente recht verwaltet werden“. In ähnlicher Weise äußerten sich Johannes Calvin (Institutio Christianae Religionis, 1559, Buch IV, I, 11 f) und Artikel 19 der Neununddreißig Artikel der Church of England von 1563, der wiederum als Artikel 13 in John Wesleys methodistische Glaubensartikel von 1784 aufgenommen wurde. Es kann daher als allgemeinprotestantische Lehre angesehen werden, dass die rechte Verkündigung des Evangeliums und die ordnungsgemäße Verwaltung der Sakramente – oder, noch kürzer, Wort und Sakrament – die notae ecclesiae sind.
Als weitere Kennzeichen begegnen gelegentlich auch das Schlüsselamt (Beichte und Absolution), die Ordnung des Predigtamtes, das Gebet, das Leiden um des Evangeliums willen und die Befolgung der zweiten Tafel des Dekalogs (Luther, Von Konziliis und Kirchen, 1539), die Kirchenzucht (Confessio Scotica XVIII) und die Verwirklichung der wahren Jüngerschaft (Zweites Helvetisches Bekenntnis XVII).

## Dienotae ecclesiaein der ökumenischen Diskussion
Nachdem die unterschiedlichen Erkennungszeichen der Kirche über Jahrhunderte hinweg eher zur Bestätigung des eigenen Kircheseins und zur Polemik gegen die konfessionellen Gegner benutzt wurden, hat sich in der ökumenischen Diskussion nach dem Zweiten Weltkrieg ein anderer Umgang durchgesetzt. In vielen interkonfessionellen Dialogen wurden sowohl die vier Wesensattribute als auch die reformatorischen Kennzeichen behandelt, und zwar mit positiver Aufnahme von beiden Seiten und zur kritischen Vergewisserung des eigenen Kircheseins. Sie stehen nicht in einem Gegensatz, sondern ergänzen sich gegenseitig. Martin Friedrich fasst es so zusammen: „Die vier nizänischen Attribute zeigen, wie die Kirche ist bzw. sein soll. Rechte Verkündigung und Sakramentsverwaltung dagegen lassen erkennen, wo die Kirche ist.“